# Alex Britti

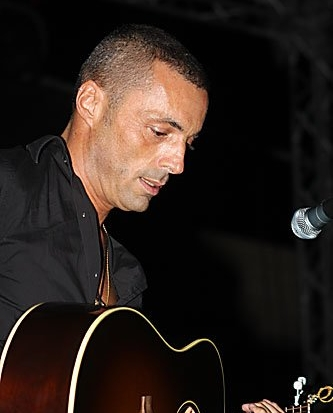
Alex Britti (2008)

Alex Britti (* 23. August 1968 in Rom) ist ein italienischer Sänger, Gitarrist und Cantautore. Er spielte mit Blues-Musikern wie Buddy Miles, Billy Preston oder Louisiana Red und gewann 1999 das Sanremo-Festival in der Newcomer-Kategorie.

## Karriere
Mit sieben Jahren bekam Britti seine erste Gitarre, mit 14 stieg er auf E-Gitarre um. 1992 veröffentlichte er bei Fonit Cetra sein erstes selbstbetiteltes Album, das jedoch keine Aufmerksamkeit erfuhr. Danach schrieb er Musik für Soundtracks, 1995 für Uomini senza donne (mit Alessandro Gassman) und 1996 für Stressati. In diesem Jahr unterschrieb der Musiker auch einen neuen Plattenvertrag und veröffentlichte die Single Quello che voglio. 1998 gelang ihm mit Solo una volta (o tutta la vita) ein Sommerhit, woraufhin er sein Album It.pop veröffentlichte, das von Musica e dischi als bestes Debüt des Jahres ausgezeichnet wurde. Danach trat er in der Newcomer-Kategorie des Sanremo-Festivals an und gewann mit dem Lied Oggi sono io.
Im Jahr 2000 veröffentlichte Britti sein nächstes Album La vasca, dem die Single Una su 1.000.000 voranging. Mit Sono contento nahm er anschließend am Sanremo-Festival 2001 in der Hauptkategorie teil. Nach einer kurzen Pause, während derer er durch Europa reiste und in kleinen Clubs mit seiner Gitarre auftrat, erreichte der Musiker 2003 in Sanremo mit 7000 caffè den zweiten Platz; anschließend erschien das Album 3. Diesem folgte 2005 Festa. 2006 nahm Britti mit … Solo con te wieder am Sanremo-Festival teil. Außerdem nahm er zusammen mit Edoardo Bennato das Lied Notte di mezza estate auf, das ein weiterer Sommerhit wurde und eine gemeinsame Tournee der beiden Musiker einleitete.

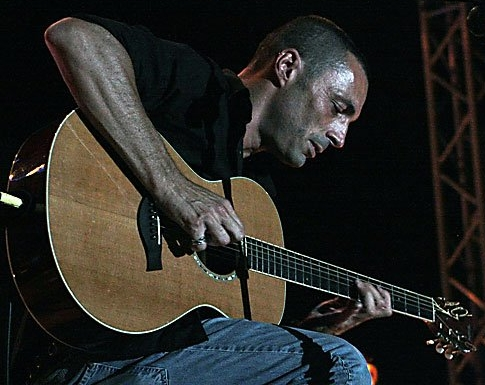
Alex Britti (2008)

In der Reihe MTV Unplugged gab Britti 2007 ein Konzert und veröffentlichte ein gleichnamiges Album. Als nächstes Album erschien 2009 .23. Als Titelsong des Films Zurück auf los von Paolo Genovese nahm der Musiker 2011 Immaturi auf. Der Singleveröffentlichung folgte das erste Best-of-Album. 2013 erschien die Single Baciami (e portami a ballare), die dem Album Bene così vorausging. Für das Sanremo-Festival 2014 bewarb Britti sich mit dem Lied Non è vero mai, einem Duett mit Bianca Atzei, er wurde jedoch abgelehnt. Erst 2015 konnte er erneut in Sanremo antreten, diesmal mit dem Lied Un attimo importante. Dieses war auf dem Ende 2015 veröffentlichten Album In nome dell’amore (Volume 1) enthalten. Der zweite Teil des Albums erschien 2017.

## Diskografie

### Alben
- 1992: Alex Britti (Fonit Cetra)

| Jahr | Titel Musiklabel                        | Höchstplatzierung, Gesamtwochen, AuszeichnungChartplatzierungen (Jahr, Titel, Musiklabel, Platzierungen, Wochen, Auszeichnungen, Anmerkungen) | Höchstplatzierung, Gesamtwochen, AuszeichnungChartplatzierungen (Jahr, Titel, Musiklabel, Platzierungen, Wochen, Auszeichnungen, Anmerkungen) | Anmerkungen                                                          |
| Jahr | Titel Musiklabel                        | IT | CH | Anmerkungen                                                          |
| ---- | --------------------------------------- | --- | --- | -------------------------------------------------------------------- |
| 1998 | It.pop Universal                        | IT27 Gold (2025) · (13 Wo.)IT | — |                                                                      |
| 1999 | It.pop (Sanremo edition) Universal      | IT3 (29 Wo.)IT | — |                                                                      |
| 2000 | La vasca Universal                      | IT6 (20 Wo.)IT | CH88 (2 Wo.)CH |                                                                      |
| 2001 | La vasca (ediz. Sanremo 2001) Universal | IT10 (26 Wo.)IT | — |                                                                      |
| 2003 | 3 (Tre) Universal                       | IT8 (27 Wo.)IT | CH91 (2 Wo.)CH | Erstveröffentlichung: 22. März 2003                                  |
| 2005 | Festa Universal                         | IT25 (10 Wo.)IT | — |                                                                      |
| 2006 | Festa (ediz. Sanremo) Universal         | IT66 (7 Wo.)IT | — |                                                                      |
| 2008 | Alex Britti MTV Unplugged Universal     | IT13 (18 Wo.)IT | — | Erstveröffentlichung: 1. Februar 2008 Livealbum                      |
| 2009 | .23 Universal                           | IT29 (16 Wo.)IT | — | Erstveröffentlichung: 6. November 2009                               |
| 2011 | Best of Alex Britti Universal           | IT20 Gold · (14 Wo.)IT | — | Erstveröffentlichung: 1. Februar 2011 Kompilation Verkäufe: + 25.000 |
| 2013 | Bene così It.Pop                        | IT24 (10 Wo.)IT | — | Erstveröffentlichung: 11. Juni 2013                                  |
| 2015 | In nome dell’amore (Volume 1) It.Pop    | IT32 (7 Wo.)IT | — | Erstveröffentlichung: 20. November 2015                              |
| 2017 | In nome dell’amore (Volume 2) It.Pop    | IT37 (3 Wo.)IT | — | Erstveröffentlichung: 5. Mai 2017                                    |

### Singles
| Jahr | Titel Album                                        | Höchstplatzierung, Gesamtwochen, AuszeichnungChartplatzierungen (Jahr, Titel, Album, Platzierungen, Wochen, Auszeichnungen, Anmerkungen) | Höchstplatzierung, Gesamtwochen, AuszeichnungChartplatzierungen (Jahr, Titel, Album, Platzierungen, Wochen, Auszeichnungen, Anmerkungen) | Anmerkungen                                          |
| Jahr | Titel Album                                        | IT | CH | Anmerkungen                                          |
| ---- | -------------------------------------------------- | --- | --- | ---------------------------------------------------- |
| 1998 | Solo una volta (o tutta la vita) It.Pop            | IT2 Platin (2024) · (15 Wo.)IT | — | Verkäufe: + 100.000;                                 |
| 1999 | Oggi sono io It.Pop (Sanremo edition)              | IT1 Platin (2017) · (13 Wo.)IT | — | Verkäufe: + 50.000;                                  |
| 1999 | Mi piaci It.Pop (Sanremo edition)                  | IT10 (9 Wo.)IT | — |                                                      |
| 2000 | Una su 1.000.000 La vasca                          | IT3 Platin (2019) · (6 Wo.)IT | — | Verkäufe: + 50.000;                                  |
| 2001 | Sono contento La vasca (ediz. Sanremo 2001)        | IT2 (11 Wo.)IT | — |                                                      |
| 2003 | 7000 caffè 3                                       | IT15 (10 Wo.)IT | — |                                                      |
| 2005 | Prendere o lasciare Festa                          | IT23 (11 Wo.)IT | — |                                                      |
| 2006 | … Solo con te Festa (ediz. Sanremo)                | IT21 (7 Wo.)IT | — |                                                      |
| 2006 | Notte di mezza estate                              | IT5 (20 Wo.)IT | — | Edoardo Bennato & Alex Britti                        |
| 2008 | Milano Alex Britti MTV Unplugged                   | IT31 (5 Wo.)IT | — |                                                      |
| 2008 | L’isola che non c’è Alex Britti MTV Unplugged      | IT41 (1 Wo.)IT | — |                                                      |
| 2009 | Piove .23                                          | IT29 (11 Wo.)IT | — |                                                      |
| 2010 | Buona fortuna .23                                  | IT42 (3 Wo.)IT | — |                                                      |
| 2011 | Immaturi Best of                                   | IT20 (9 Wo.)IT | — | Erstveröffentlichung: 7. Januar 2011                 |
| 2013 | Baciami (e portami a ballare) Bene così            | IT29 (16 Wo.)IT | — | Erstveröffentlichung: 10. Mai 2013                   |
| 2013 | Bene così                                          | IT58 (9 Wo.)IT | — | Erstveröffentlichung: 6. September 2013              |
| 2014 | Non è vero mai Bianco e nero                       | IT36 (12 Wo.)IT | — | Erstveröffentlichung: 14. März 2014 mit Bianca Atzei |
| 2015 | Un attimo importante In nome dell’amore (Volume 1) | IT50 (2 Wo.)IT | — | Erstveröffentlichung: 14. Februar 2015               |

Weitere Singles
- 1998: Gelido
- 2000: La vasca (IT: Gold (2023) )
- 2001: Io con la ragazza mia, tu con la ragazza tua
- 2003: La vita sognata
- 2003: Lo zingaro felice
- 2006: Festa
- 2006: Quanto ti amo
- 2015: Ciao amore, ciao (Bianca Atzei feat. Alex Britti)
- 2015: Perché?
- 2016: 5 petali di rosa

## Belege
1. ↑  Chartquellen (Alben):
  - Guido Racca & Chartitalia: Top 100 FIMI Album. Lulu, 2013, S. 82 f. (IT bis 2012).
  - Alben von Alex Britti. In: Italiancharts.com. Hung Medien, abgerufen am 17. November 2016 (IT seit 2000).
  - Alben von Alex Britti. In: Hitparade.ch. Hung Medien, abgerufen am 17. November 2016 (CH).
2. 1 2 3 4  Auszeichnungsarchiv. FIMI, abgerufen am 6. November 2023 (italienisch).
3. ↑  Chartquellen (Singles):
  - Guido Racca & Chartitalia: Top 100 FIMI Singoli. Lulu, 2013, S. 74; 70 (IT bis 2012).
  - Archivio classifiche Top Digital. FIMI, abgerufen am 17. November 2016 (italienisch, IT ab 2008).

| Personendaten    | Personendaten                                  |
| ---------------- | ---------------------------------------------- |
| NAME             | Britti, Alex                                   |
| KURZBESCHREIBUNG | italienischer Sänger, Gitarrist und Cantautore |
| GEBURTSDATUM     | 23. August 1968                                |
| GEBURTSORT       | Rom                                            |